# 塞罗莱
塞罗莱（義大利語：Serole），是意大利阿斯蒂省的一个市镇。总面积11.82平方公里，人口141人，人口密度11.9人/平方公里（2009年）。ISTAT代码为005104。